# Drenthe
Drenthe (nizozemski: Provincie Drenthe) ili Drente je jedna od 12 nizozemskih provincija, smještena na sjeveroistoku zemlje.

## Geografija
Provincija Drenthe ima površinu od 2680 km² i 489 918 stanovnika (popis 2009.), a glavni grad je Assen. Po površini je deseta provincija u zemlji, koja se prostire od Njemačke na istoku, sa sjevera graniči s provincijom Groningenom, sa zapada s provincijom Frieslandom i s jugoistoka s provincijom Overijsselom. Provincijom teku brojne kratke riječice i kanali, a njeno tlo je uglavnom pjeskovito s velikim aluvijalnim blatištima. Na to uglavnom posno tlo tijekom 19. stoljeća naseljavani su prosjaci i kriminalci, koji su trebali neplodna vristišta iskrčiti i pretvoriti u zemljište pogodno za poljoprivredu. Na taj način je dobar dio vristišta pretvoren u travnjake, a taj proces se nastavlja i dan danas. Pokušaji da se teren provincije pošumi počeli su i prije 1800. spontanim privatnim inicijativama, ali od kad je to 1905. postala ingerencija provincijske vlade, napravljeni su značajni pomaci. Velik dio nekadašnjih tresetišta nestao je jer su ih lokalni stanovnici još od srednjeg vijeka koristili kao izvor goriva. Čak je bilo i ideja početkom 17. stoljeća da se sva tresetišta iskrče i pretvore u oranice, ali se to nije ostvarilo. Po nekim nizinskim područjima uzgaja se povrće i voće, ali su i danas raž i krumpir najzastupljenije kulture. Posljednjih desetljeća se sve više širi govedarstvo (proizvodnja mlijeka) koje uz svinjogojstvo postaje sve važnija gospodarska grana.

## Povijest
Po provinciji se nalazi više od 50 megalitskih kamenih nadgrobnih spomenika hunebedden (dolmeni) koji svjedoče da je taj kraj bio naseljen još u prapovijesti. Od 1046. do 1522. kraj bio je feud biskupa iz Utrechta, a potom je postao posjed Karla V., cara Svetog Rimskog Carstva. Kasnije je od 1536. postao dijelom Habsburških nasljednih zemalja. Drenthe je sudjelovao u nizozemskoj pobuni protiv Španjolske, ali nije dobio status provincije sve do 1796. godine.

## Gospodarstvo
Drenthe ima dugu tradiciju pamučne industrije još iz doba manufaktura za predenje, tkanje i izradu konopa, ali poljoprivreda je i danas glavna gospodarska djelatnost. Provincija je poznata po proizvodnji krumpirovog brašna i panela od slame. Provincija ima i razvijenu industrijsku proizvodnju u gradskim središtima kao što su Meppel (najveća luka u provinciji), Hoogeveen, Assen i Emmen. Nakon Drugog svjetskog rata u okolici sela Schoonebeek pronađene su velike rezerve nafte, koje se danas eksploatiraju.

## Vanjske poveznice
- Službene stranice provincije (nizoz.)
- Drenthe na portalu Encyclopædia Britannica (engl.)